# Incidentes durante el entierro de Anastasio de los Reyes
Los incidentes durante el entierro de Anastasio de los Reyes fueron unos enfrentamientos que tuvieron lugar en Madrid el 16 de abril de 1936 mientras un numeroso grupo acompañaba por las calles de la capital de la Segunda República el féretro del guardia civil Anastasio de los Reyes, que había sido asesinado dos días antes por pistoleros de izquierdas durante el desfile militar celebrado para conmemorar el quinto aniversario del advenimiento de la república. La comitiva fúnebre fue atacada con pistolas y ametralladoras en diversas ocasiones por las calles de la ciudad, provocando diversos tumultos y tiroteos. Finalmente la comitiva fue disuelta con el uso de armas de fuego en la plaza de Manuel Becerra mediante la intervención de la Guardia de Asalto bajo las órdenes del teniente José del Castillo Sáenz de Tejada. Durante los incidentes fueron asesinadas cinco personas de la comitiva y se contaron treinta y dos heridos.
Estos incidentes fueron clave en la serie de acontecimientos que llevaron al inicio de la Guerra civil española, motivando el asesinato del teniente Castillo, que a su vez provocó el homicidio contra José Calvo Sotelo.

## Antecedentes
Durante la primavera de 1936, la tensión política y social en España había aumentado y el número de huelgas, atentados, asesinatos y enfrentamientos en general, alcanzó una frecuencia y continuidad que anticipaba la guerra civil posterior.
En este contexto, el 14 de abril de 1936 tuvo lugar en Madrid un desfile para conmemorar el quinto aniversario de la proclamación de la República. Manda las tropas el general José Miaja. Andaba el ambiente enrarecido, el día anterior había sido asesinado por elementos falangistas el magistrado Manuel Pedregal, ponente en el juicio contra el falangista acusado del intento de asesinato el mes anterior del catedrático y vicepresidente del gobierno Luis Jiménez de Asúa, en el que falleció su policía de escolta, Jesús Gisbert. 
Durante el evento, en una mañana fría y lluviosa, se registraron varios incidentes de carácter más o menos violentos (agresiones, tracas, abucheos y gritos), hasta el momento en que desfilaron cuatro compañías de la Guardia Civil, que empezaron siendo increpadas por una parte del público asistente. 
Hay que señalar que los desfiles militares de la época estaban protagonizados por las propias fuerzas de guarnición de la plaza, sin traslados de fuerzas de lugares lejanos. Aparte del hecho que en otras ciudades sede de Capitanías Generales se celebraban desfiles análogos.
Apenas comenzado el desfile, que discurría por el madrileño paseo de la Castellana, y bajo la presidencia en la tribuna de honor del Presidente Interino de la República Diego Martínez Barrio, y del presidente del Gobierno, Manuel Azaña, se produjo un primer incidente; un paisano, Isidoro Ojeda, de 42 años y cocinero de profesión lanzó una traca de petardos en la parte trasera de la tribuna presidencial, con la consiguiente alarma. Las alarmadas filas de asistentes cercanas invadieron el recorrido de las tropas al pensar en un atentado cometido por las entonces omnipresentes pistolas ametralladoras, cacharro de moda en los numerosos atentados callejeros, y el desfile se detuvo en medio de gran confusión cuando pasaba ante la tribuna el Regimiento de Wad Ras. Detenido el causante, que se encontraba en estado de embriaguez, se reanudó el desfile, no sin que antes el ministro de Estado, Augusto Barcia, diera fuertes gritos de ¡Viva la República! para tranquilizar a los asistentes, mientras agitaba su sombrero de copa desde la tribuna. Acción muy celebrada y coreada por el público. La prensa republicana destacó el hecho de que Ojeda estaba afiliado a la Falange y había expresado que actuó premeditadamente.
El desfile continuó con normalidad hasta la aparición de las cuatro compañías de la guardia civil que participaron en el mismo, cuya presencia fue acogida con muestras de desagrado y silbidos por una parte de los asistentes, en particular los miembros de las recién creadas Juventudes Socialistas Unificadas, que corearon gritos de "¡U.H.P.!, ¡U.H.P.!", en recuerdo de la "Unión de Hermanos Proletarios", la alianza de sindicatos de izquierda que se había hecho famosa en la llamada revolución de octubre de 1934 en Asturias. Hay que destacar que las juventudes de los partidos de la época, izquierda y derecha, iban uniformadas y recibían en muchos casos adiestramiento militar, constituyendo auténticas fuerzas paramilitares con tendencia a la violencia. Precisamente uno de los efectos del aumento vertiginoso de la tensión política y la violencia de los últimos meses había sido el rápido crecimiento de la expeditiva Falange Española, en la que se integraron muchos miembros de las consideradas "blandas" juventudes de la CEDA, las Juventudes de Acción Popular o "japistas". Hasta 15.000 "japistas" se pasaron a la Falange en los primeros meses de 1936, preparándose para un inminente enfrentamiento violento con sus adversarios de izquierda.
Los abucheos de parte de los espectadores fueron contrarrestados por aplausos y vivas por otra parte de los asistentes, destacando un grupo de 4 o 5 paisanos situados cerca de las Juventudes Socialistas, que recriminaron su actitud y lanzaron gritos de "¡España, España!", como reflejó el poco sospechoso diario "El Socialista". Tras un enfrentamiento verbal, se registraron disparos por los que murió alcanzado en la espalda uno de los paisanos, Anastasio de los Reyes López, de 53 años, alférez de la Guardia Civil, que se encontraba fuera de servicio presenciando el desfile y había actuado en defensa de sus compañeros. Su cuerpo se trasladó hasta el botiquín de la Casa de la Moneda, donde solo se pudo certificar su muerte. Había recibido un disparo en su hígado mortal de necesidad. Otros dos de sus acompañantes resultaron heridos por los disparos, Emeterio Moreno y Antonio García, también miembros de la guardia civil. Asimismo resultaron heridas dos mujeres, un varón, Benedicto Montes, y un niño. Citar que el guardia García portaba su arma y, herido, disparó contra los agresores.
Pasaron horas hasta que la familia del alférez tuviera noticia del hecho, Preocupado por su ausencia en el domicilio familiar a la hora de comer y conocedor de que en el desfile militar, al que se sabía había acudido su padre, había habido un tiroteo y heridos, fue David, el mayor de sus cuatro hijos, el que inició una larga búsqueda que le condujeron ya avanzada la tarde hasta el Depósito Judicial de la calle Santa Isabel de Madrid, donde se había trasladado el cadáver. Sin embargo a David de los Reyes se le negó hacerse cargo del cadáver. Por orden de la Dirección General de Seguridad el difunto sería trasladado discretamente esa misma noche hasta el cementerio de la Almudena (cementerio del Este) para que se oficiara el entierro al día siguiente. Era esta una medida inédita, destinada a evitar incidentes durante el traslado del cadáver. Eran frecuentes en la época las muertes de guardias civiles, no ya en actuaciones policiales, sino en atentados criminales. Muchos guardias civiles eran asesinados en los pueblos en que prestaban servicio sin que sus muertes ocuparan sino un mero párrafo en periódicos locales.[cita requerida] Tan solo los llamados sucesos de Castilblanco, que acabaron con la muerte de cuatro guardias civiles, y los posteriores y gravísimos sucesos de Arnedo habían tenido resonancia nacional, aunque en el segundo caso, con once paisanos muertos, fueron en demérito del instituto armado. Pero este caso, el asesinato de un alférez en el centro de Madrid podría provocar una auténtica manifestación de repulsa contra el gobierno y se intentó evitar.

## Intentos de evitar la comitiva
Ante la negativa a la entrega del cuerpo de su padre David de los Reyes acudió al Parque Móvil de la Guardia Civil, en el que estaba destinado el alférez. Entrevistado con el jefe del Parque, el teniente coronel Florentino González Vallés, dio cuenta al asombrado Vallés del hecho y este en persona, acompañado de otros guardias, se trasladó hasta el depósito de cadáveres. Allí se presentaron, acompañados de un coche fúnebre, para rescatar el cuerpo de su subordinado. Hubo nuevas negativas por parte de los funcionarios del depósito, fundamentalmente por parte del médico jefe, pero la presencia de los numerosos guardias civiles, uniformados y armados, zanjaron la discusión y el cuerpo fue entregado a los requirientes. Durante el hecho se telefonéo al Director General de la Guardia Civil, el general Sebastián Pozas, para darle aviso de lo ocurrido. Pozas se trasladó rápidamente en coche hasta el lugar, acompañado solo por su chófer, cruzándose en el camino con el improvisado cortejo fúnebre del coche mortuorio y varios automóviles que trasladaban el cadáver. Pozas requirió al teniente coronel Vallés para que devolviera el cadáver, negándose el segundo, esgrimiendo actuar en nombre de la familia y en honra del compañero cobardemente asesinado, al que se le negaba todo homenaje. Pozas, superado ampliamente en número por los acompañantes del difunto, se limitó a cargar sobre Vallés toda la responsabilidad por las consecuencias del hecho. Trasladado el cadáver se recibió una nota oficial en el Parque de Automóviles, fijando la hora del entierro para las once de la mañana del día 16 de abril. Este señalamiento no tenía otro objetivo que dificultar la presencia de militares y guardias civiles que estando de servicio a esa hora no podrían acudir al cortejo fúnebre. Esta hora fue ignorada por la familia, fijando el sepelio para las tres de la tarde. Otra maniobra, inédita hasta la fecha, fue la curiosa censura de la esquela funeraria que insertó la familia en el diario ABC. Hay que señalar que durante la Segunda República existía la censura previa de prensa, que heredó el franquismo y que persistió hasta que fue derogada por la Ley de Prensa de 1966. Dicha censura consistía en que el censor leía los textos antes de su publicación, dando el visto bueno o recortando o suprimiendo los que no resultaban conformes a su opinión. En el caso de la esquela se suprimió cualquier mención a la pertenencia del difunto a la Guardia Civil y la hora del sepelio, que fijó la familia para las tres de la tarde, en contra de los deseos oficiales.
La esquela original, dada a conocer posteriormente por el diputado y jefe de la oposición parlamentaria, José María Gil-Robles decía: 
"D. Anastasio de los Reyes López-Alférez de la Guardia Civil-Ha fallecido víctima de un atentado-R.I.P.-El Exmo. sr. Inspector General del Instituto, los Jefes, Oficiales, Suboficiales, Clases y guardias del Cuerpo de la Guardia Civil-Rinden homenaje a su memoria y participan que la conducción de sus restos mortales tendrá lugar hoy, 16 de abril, a las tres de la tarde, desde la capilla ardiente instalada en el cuartel de la Guardia Civil de Bellas Artes (Hipódromo), hasta el cementerio del Este". Quedaron suprimidas las palabras en negrita.

## Los incidentes
La censura de la hora en la esquela publicada provocó un efecto contrario, y al no conocer con certeza la hora del entierro numerosísimas personas se congregaron desde primera hora de la mañana en los exteriores del cuartelillo de la Guardia Civil de "Bellas Artes", donde se había trasladado el cadáver e instalado la capilla ardiente, para escoltar durante el trayecto la carroza mortuoria hasta el cementerio.
Según la prensa de la época, al entierro asistieron numerosas personalidades y un alto número de jefes y oficiales del Ejército y de la Guardia Civil, muchos uniformados. Encabezando la comitiva se encontraba José María Gil-Robles y José Calvo Sotelo, líderes de los dos principales partidos de la derecha parlamentaria, acompañado de otras personalidades de la derecha española. También asisten miembros del gobierno, como el general Mena, subsecretario del Ministerio de Guerra; el general Pozas, inspector general de la Guardia Civil y José Alonso Mallol, Director General de Seguridad. la representación "oficial" se calificó de suficiente.

### Incidentes previos
Desde antes de comenzar la marcha, se pudo intuir que ésta iba a ser acosada por las calles de Madrid. Un individuo con una pistola ametralladora fue detenido antes de que se iniciara el recorrido, al acercarse amenazadoramente al señor Mallol. Los asistentes trataron de lincharlo, impidiéndolo los agentes de autoridad. La comitiva se puso en marcha por el Paseo de la Castellana, siendo el féretro llevado a hombros por guardias civiles. hay cientos de asistentes, algunos dicen que miles. La Guardia de Asalto está presente para mantener el orden público.

### Los ataques
Primer ataque
Al llegar la comitiva a la calle de Miguel Ángel, desde una casa que se encontraba en obras se lanzó una descarga cerrada de disparos contra los asistentes al entierro, resultando varios de ellos heridos, algunos de gravedad, uno de los cuales, José Rangel, falleció en días posteriores. Algunos de los guardias civiles que acompañan el cortejo y miembros de la Guardia de Asalto entraron en el edificio en obras y detuvieron a todos los presentes, aunque estos alegaron que ellos eran trabajadores de la obra y que unos desconocidos habían accedido al lugar y tras efectuar los disparos habían huido corriendo. Durante el registro practicado se encontró algún arma. La comitiva continuó su marcha.
Segundo ataque
A la altura de la calle de Lista, se produjeron nuevos disparos desde terrazas y azoteas de las casas. De nuevo, se produjeron varios heridos y los atacantes lograron huir. La guardia civil practicó cacheos y estableció un dispositivo de vigilancia alrededor de la comitiva, para intentar garantizar su seguridad. Los hombres uniformados y armados avanzaban por los laterales de las calles con las armas desenfundadas y amartilladas protegiendo la comitiva. La prensa gráfica presente recogió imágenes de los asistentes agazapados tras los árboles del paseo como protección.
Tercer ataque
La comitiva continuó por la Castellana y la plaza de Colón, hasta iniciar su paso por el paseo de Recoletos. A la altura del número 6, de nuevo desde un edificio en obras, se efectuaron nuevos disparos sobre la comitiva, informándose nuevos heridos.

### Aumento de la tensión y movilización de la Guardia de Asalto
Tras este tercer ataque, los asistentes se encontraban en un gran estado de nerviosismo y agresividad tras sentirse acosados y atacados por las calles de Madrid y habiendo dejado atrás a varios muertos por el camino. Los tumultos se repetían al paso de la comitiva, que exigía a los peatones con los que se cruzaban que se descubrieran la cabeza en señal de respeto y eran frecuentes las provocaciones que recibían, puño en alto en ocasiones, que provocaban nuevos enfrentamientos. Entre ellos con varios conductores de tranvía. Se produjeron diversas detenciones, también de personas que apoyaban la comitiva cuando mostraban una agresividad más allá de la mera defensa propia.
Ante este panorama y dada la proximidad del Congreso de los Diputados, que se encontraba en sesión, José Alonso Mallol, Director General de Seguridad, ordenó que la Guardia de Asalto se movilizara.
La comitiva llegó a la plaza Cibeles, continuó por la calle de Alcalá en dirección a la plaza de la Independencia, donde el féretro se colocó en el coche mortuario.

### Tiroteo en la plaza Manuel Becerra
Al llegar a la plaza Manuel Becerra, la manifestación, tras haber sido tiroteada en tres ocasiones, había tomado un cariz agresivo y violento. En la plaza esperaban varios camiones de guardias de asalto, enviados por José Alonso Mallol, con la orden de detener y disolver la manifestación. Al mando de la Guardia de Asalto se encontraba el teniente José del Castillo, miembro de la Unión Militar Republicana Antifascista que, dada la escalada de tensión que se vivió en la plaza, ordenó disparar a los manifestantes para disolverlos, falleciendo varios de ellos en dicho tiroteo. Se acusó a Castillo de actuar en un gran estado de nervios.
En ese momento fallecieron tres personas, entre las que se encontraba Andrés Sáenz de Heredia Arteta, primo hermano de José Antonio Primo de Rivera. Además, fue gravemente herido el joven de diecinueve años José Llaguno Acha, estudiante de medicina afín a los tradicionalistas, que fue dado por muerto durante muchas horas. Ambos sucesos han sido atribuidos, según las fuentes que se consulten, a disparos realizados por el propio teniente Castillo.
José del Castillo era ampliamente reconocible, tanto por los asistentes de izquierdas como de derechas. Era un conocido militante marxista e instructor militar, precisamente, de las Juventudes Socialistas Unificadas. También formaba parte de "La Motorizada", una organización paramilitar del Partido Socialista creada en apoyo del líder Indalecio Prieto y enfrentada abiertamente a los grupos de apoyo de Largo Caballero. Señalado desde el primer momento se convirtió en un blanco móvil. Aunque no sufrió ningún castigo oficial por los sucesos, por los que se le instruyó un expediente que lo exoneró de toda culpa, se le ofreció irse de Madrid, a lo que se negó ante la inminencia de su boda, en mayo, con su novia Consuelo.

### Heridos y fallecidos
Resultaron heridas durante los incidentes treinta y dos personas, siendo heridas por bala once de ellas: José Luis Llaguno Acha, de diecinueve años, estudiante de medicina; Gregorio Jiménez Duque, de veinticinco años y guardia conductor de seguridad; Emilio Carro Herrero, de cuarenta y siete años, empleado de Correos; Federico Bertoleno Roncali, de sesenta y siete años; Ignacio Marín Carrión, de veintiocho años; José Sáinz Ramírez, de cincuenta y ocho años; Gregorio Morales García, de diecisiete años; Jacinto Fernández, de treinta y un años, conductor de tranvías y Alfonso Pérez Cordero, de cincuenta años; Ignacio Mir Carnicer, de treinta años y Carmelo Herece Herrando, de cincuenta y cuatro años.
Fallecieron seis personas por herida de bala: José Rangel, Julio Mir, José Luis Llaguno Acha, Luis Rodríguez Vargas, de veintitrés años; Manuel Rodríguez Jimeno, de veintiocho años y Andrés Sáenz de Heredia Arteta, de veinticuatro años, estudiante y primo hermano de José Antonio Primo de Rivera. El día 17 de abril falleció Emilio Carro Herrero. La muerte de José Luis Llaguno, aunque ampliamente difundida, siempre ha sido objeto de duda y fuentes afirman que sobrevivió tras una larga convalecencia.

### Reacciones del gobierno y consecuencias
Durante las horas siguientes fueron detenidas unas 170 personas de organizaciones extremistas de izquierda y derecha. Ese mismo día, fue enviado un proyecto a las Cortes Generales, aprobado el día siguiente, que fijaba severas sanciones para los militares que apoyasen organizaciones sediciosas. El teniente coronel Florentino González Vallés, clave en la organización de la comitiva y superior directo de Anastasio de los Reyes, y otros nueve oficiales fueron declarados en disponibilidad forzosa. Casi la totalidad de ellos se unieron a los sublevados durante el Golpe de Estado en España de julio de 1936
El gobierno no inició investigación alguna por las acciones del teniente José del Castillo ni por la forma de disolver la manifestación con uso de munición real.

## Consecuencias
El asesinato y los incidentes que tuvieron lugar durante el posterior entierro del alférez De los Reyes fueron claramente premonitorios de la Guerra Civil Española. Se trató de una de las primeras veces en que conservadores, monárquicos, guardias civiles, militares, falangistas y tradicionalistas se encontraron juntos y en el mismo bando en enfrentamientos de carácter violento contra pistoleros de izquierdas y fuerzas del orden republicanas.
Las reacciones tibias del gobierno del Frente Popular por la actuación de la Guardia de Asalto provocaron un agrio sentimiento de injusticia y revanchismo sobre las derechas españolas, que influyó, entre otros factores, en el posterior asesinato del teniente Castillo al imputársele la decisión de abrir fuego contra los manifestantes en la plaza Manuel Becerra. Diversos autores, como Paul Preston e Ian Gibson, consideran que los asesinos de José del Castillo fueron falangistas o tradicionalistas respectivamente, vengando las muertes de Sáenz de Heredia o Llaguno. Estos incidentes, sumados a la escalada de violencia y confrontación de 1936, podrían haber contribuido, entre otros factores, a la gestación del golpe de Estado de julio de 1936.